# Critèrium del Dauphiné 2015
El Critèrium del Dauphiné 2015, 67a edició del Critèrium del Dauphiné, es disputà entre el 7 i el 14 de juny de 2015, amb un recorregut de 1.213 km repartits entre vuit etapes. El punt de partida va ser Ugine (Savoia i finalitzà una setmana més tard a l'estació d'esquí de Valfréjus. Aquesta era la setzena prova de l'UCI World Tour 2015.
La cursa es va dividir en dues parts ben diferenciades. Les quatre primeres etapes, planes, foren dominades pels esprintadors, mentre que en les quatre darreres, de muntanya, van ser els caps de fila els que es van moure i van protagonitzar una cursa emocionant, amb continus canvis al capdavant de la classificació i en què el vencedor final no es va decidir fins a la darrera ascensió. Finalment aquest fou Chris Froome (Team Sky), que gràcies a les dues victòries d'etapa en les dues últimes etapes, aconseguí recuperar el temps perdut respecte a l'estatunidenc Tejay van Garderen (BMC Racing Team). Rui Costa (Lampre-Merida), vencedor de la sisena etapa, fou el tercer classificat en superar a Beñat Intxausti (Movistar Team) en la darrera etapa.
En les classificacions secundàries Daniel Teklehaimanot (MTN Qhubeka) guanyà la muntanya, Nacer Bouhanni (Cofidis) la classificació per punts, Simon Yates (Orica-GreenEDGE) la classificació dels joves i el Movistar Team fou el millor equip.

## Equips participants
Al Critèrium del Dauphiné, en tant que prova World Tour, hi prenen part els 17 equips World Tour. Quatre equips continentals professionals són convidats pels organitzadors, l'Amaury Sport Organisation, el 14 de gener de 2015: Bora-Argon 18, Cofidis, Team Europcar i MTN Qhubeka.
| Núm.    | Codi | Equip                 |
| ------- | ---- | --------------------- |
| 1-8     | TCG  | Cannondale-Garmin     |
| 11-18   | SKY  | Team Sky              |
| 21-28   | AST  | Astana Qazaqstan Team |
| 31-38   | TLJ  | Team LottoNL-Jumbo    |
| 41-48   | ALM  | AG2R La Mondiale      |
| 51-58   | OGE  | Orica-GreenEDGE       |
| 61-68   | LTS  | Lotto Soudal          |
| 71-78   | MOV  | Movistar Team         |
| 81-88   | KAT  | Team Katusha          |
| 91-98   | BMC  | BMC Racing Team       |
| 101-108 | EQS  | Etixx-Quick Step      |

| Núm.    | Codi | Equip               |
| ------- | ---- | ------------------- |
| 111-118 | TFR  | Trek Factory Racing |
| 121-128 | TCS  | Team Tinkoff-Saxo   |
| 131-138 | IAM  | IAM Cycling         |
| 141-148 | LAM  | Lampre-Merida       |
| 151-158 | EUC  | Team Europcar       |
| 161-168 | COF  | Cofidis             |
| 171-178 | FDJ  | FDJ                 |
| 181-188 | TGA  | Team Giant-Alpecin  |
| 191-198 | MTN  | MTN Qhubeka         |
| 201-208 | BOA  | Bora-Argon 18       |

## Etapes
| Etapa    | Data       | Recorregut                                  |                           | Km    | Vencedor d'etapa      | Líder de la general      |
| -------- | ---------- | ------------------------------------------- | ------------------------- | ----- | --------------------- | ------------------------ |
| 1a etapa | 7 de juny  | Ugine - Albertville                         | Etapa accidentada         | 131,5 | Peter Kennaugh (GBR)  | Peter Kennaugh (GBR)     |
| 2a etapa | 8 de juny  | Le Bourget-du-Lac - Villars-les-Dombes      | Etapa accidentada         | 173   | Nacer Bouhanni (FRA)  | Peter Kennaugh (GBR)     |
| 3a etapa | 9 de juny  | Roanne - Montagny                           | Contrarellotge per equips | 24,5  | BMC Racing Team (USA) | Rohan Dennis (AUS)       |
| 4a etapa | 10 de juny | Anneyron/Porte de DrômArdêche - Sisteron    | Etapa accidentada         | 228   | Nacer Bouhanni (FRA)  | Rohan Dennis (AUS)       |
| 5a etapa | 11 de juny | Dinha - Pra-Loup                            | Etapa de muntanya         | 161   | Romain Bardet (FRA)   | Tejay van Garderen (USA) |
| 6a etapa | 12 de juny | Sant Bonet - Villard-de-Lans/Vercors        | Etapa de mitja muntnaya   | 183   | Rui Costa (POR)       | Vincenzo Nibali (ITA)    |
| 7a etapa | 13 de juny | Montmélian - Saint-Gervais/Mont Blanc       | Etapa de muntanya         | 155   | Chris Froome (GBR)    | Tejay van Garderen (USA) |
| 8a etapa | 14 de juny | Saint-Gervais/Mont Blanc - Modane/Valfréjus | Etapa de muntanya         | 156,5 | Chris Froome (GBR)    | Chris Froome (GBR)       |

### 1a etapa
7 de juny de 2015. Ugine - Albertville, 131,5 km
Etapa trencacames pels voltants d'Albertville, al departament de la Savoia, i en què al quilòmetre 33 ja es fa el primer pas per la línia d'arribada. A partir d'aquest punt es faran dos circuits pels voltants de la ciutat. En el primer, al qual faran una volta, hi ha dues cotes, mentre al segon, que hauran de fer cinc cops, hi ha la cota de Villard (1,2 km al 8,7%). En total vuit cotes, sis de tercera i dos de quarta categoria.
Peter Kennaugh (Team Sky) guanyà la primera etapa gràcies a un atac a manca de 2,5 quilòmetres per l'arribada, quan formava part d'un grup d'escapats format després de l'única cota del dia, a manca d'11 quilòmetres i que li va permetre arribar amb 2" sobre el grup principal, encapçalat per Sacha Modolo (Lampre-Merida).
|    | Ciclista                   | Equip             | Temps      |
| -- | -------------------------- | ----------------- | ---------- |
| 1  | Peter Kennaugh (GBR)       | Team Sky          | 3h 06' 41" |
| 2  | Sacha Modolo (ITA)         | Lampre-Merida     | + 2"       |
| 3  | Edvald Boasson Hagen (NOR) | MTN Qhubeka       | + 2"       |
| 4  | Tiesj Benoot (BEL)         | Lotto Soudal      | + 2"       |
| 5  | Simon Gerrans (AUS)        | Orica-GreenEDGE   | + 2"       |
| 6  | Nacer Bouhanni (FRA)       | Cofidis           | + 2"       |
| 7  | Jay Mc Carthy (AUS)        | Team Tinkoff-Saxo | + 2"       |
| 8  | Alejandro Valverde (ESP)   | Movistar Team     | + 2"       |
| 9  | Samuel Dumoulin (FRA)      | AG2R La Mondiale  | + 2"       |
| 10 | Cyril Gautier (FRA)        | Team Europcar     | + 2"       |

|    | Ciclista                   | Equip             | Temps      |
| -- | -------------------------- | ----------------- | ---------- |
| 1  | Peter Kennaugh (GBR)       | Team Sky          | 3h 06' 41" |
| 2  | Sacha Modolo (ITA)         | Lampre-Merida     | + 6"       |
| 3  | Edvald Boasson Hagen (NOR) | MTN Qhubeka       | + 8"       |
| 4  | Tiesj Benoot (BEL)         | Lotto Soudal      | + 12"      |
| 5  | Simon Gerrans (AUS)        | Orica-GreenEDGE   | + 12"      |
| 6  | Nacer Bouhanni (FRA)       | Cofidis           | + 12"      |
| 7  | Jay Mc Carthy (AUS)        | Team Tinkoff-Saxo | + 12"      |
| 8  | Alejandro Valverde (ESP)   | Movistar Team     | + 12"      |
| 9  | Samuel Dumoulin (FRA)      | AG2R La Mondiale  | + 12"      |
| 10 | Cyril Gautier (FRA)        | Team Europcar     | + 12"      |

### 2a etapa
8 de juny de 2015. Le Bourget-du-Lac - Villars-les-Dombes, 173 km
Etapa amb dues parts ben diferenciades. La primera part és força accidentada, amb dos ports de muntanya puntuables: el Coll de Chat, de segona categoria, al quilòmetre 3 d'etapa (2,8 km al 6,8%) i el coll de Cuvéry, de primera, al quilòmetre 74 (8,7 km al 6,7%). Per contra, els darrers 100 quilòmetres d'etapa, i sobretot una vegada superat el descens són totalment plans.
Clara victòria a l'esprint del francès Nacer Bouhanni (Cofidis), en el que era la seva primera victòria en una cursa del World Tour, i en què Samuel Dumoulin i Sacha Modolo res pogueren fer per evitar-la.
|    | Ciclista                   | Equip              | Temps      |
| -- | -------------------------- | ------------------ | ---------- |
| 1  | Nacer Bouhanni (FRA)       | Cofidis            | 4h 23' 46" |
| 2  | Samuel Dumoulin (FRA)      | AG2R La Mondiale   | m. t.      |
| 3  | Sacha Modolo (ITA)         | Lampre-Merida      | m. t.      |
| 4  | Edvald Boasson Hagen (NOR) | MTN Qhubeka        | m. t.      |
| 5  | Aleksei Tsatévitx (RUS)    | Team Katusha       | m. t.      |
| 6  | Jonas Van Genechten (BEL)  | IAM Cycling        | m. t.      |
| 7  | Jens Keukeleire (BEL)      | Orica-GreenEDGE    | m. t.      |
| 8  | Ramūnas Navardauskas (LTU) | Cannondale-Garmin  | m. t.      |
| 9  | Yannick Martinez (FRA)     | Team Europcar      | m. t.      |
| 10 | Luka Mezgec (SLO)          | Team Giant-Alpecin | m. t.      |

|    | Ciclista                   | Equip             | Temps      |
| -- | -------------------------- | ----------------- | ---------- |
| 1  | Peter Kennaugh (GBR)       | Team Sky          | 7h 30' 27" |
| 2  | Sacha Modolo (ITA)         | Lampre-Merida     | + 2"       |
| 3  | Nacer Bouhanni (FRA)       | Cofidis           | + 2"       |
| 4  | Samuel Dumoulin (FRA)      | AG2R La Mondiale  | + 6"       |
| 5  | Edvald Boasson Hagen (NOR) | MTN Qhubeka       | + 8"       |
| 6  | Tiesj Benoot (BEL)         | Lotto Soudal      | + 12"      |
| 7  | Yannick Martinez (FRA)     | Team Europcar     | + 12"      |
| 8  | Jay Mc Carthy (AUS)        | Team Tinkoff-Saxo | + 12"      |
| 9  | Ramūnas Navardauskas (LTU) | Cannondale-Garmin | + 12"      |
| 10 | Julian Alaphilippe (FRA)   | Etixx-Quick Step  | + 12"      |

### 3a etapa
9 de juny de 2015. Roanne - Montagny, 24,5 km (Contrarellotge per equips)
Única contrarellotge individual d'aquesta edició del Critèrium, amb un recorregut que no presenta cap dificultat muntanyosa puntuable, però que en els darrers quilòmetres té una tendència ascendent, en superar 200 metres de desnivell en els darrers 10 quilòmetres.
Després de 35 anys sense disputar-se una contrarellotge per equips al Dauphiné en aquesta edició el BMC Racing Team va ser el vencedor, amb quatre segons sobre l'Astana Qazaqstan Team i cinc sobre el Movistar Team. Amb aquesta victòria i el mal resultat obtingut pel Team Sky del fins aleshores líder, Peter Kennaugh, que va perdre 35", Rohan Dennis i Tejay van Garderen passaren a liderar la cursa, amb 4" sobre Vincenzo Nibali i 5" sobre Alejandro Valverde, com a principals rivals.
|    | Equip                 | Temps   |
| -- | --------------------- | ------- |
| 1  | BMC Racing Team       | 29' 58" |
| 2  | Astana Qazaqstan Team | + 4"    |
| 3  | Movistar Team         | + 5"    |
| 4  | Etixx-Quick Step      | + 18"   |
| 5  | Orica-GreenEDGE       | + 23"   |
| 6  | Team Sky              | + 35"   |
| 7  | Cannondale-Garmin     | + 43"   |
| 8  | Lampre-Merida         | + 48"   |
| 9  | IAM Cycling           | + 50"   |
| 10 | Team LottoNL-Jumbo    | + 54"   |

|    | Ciclista                 | Equip                 | Temps      |
| -- | ------------------------ | --------------------- | ---------- |
| 1  | Rohan Dennis (AUS)       | BMC Racing Team       | 8h 00' 37" |
| 2  | Tejay van Garderen (USA) | BMC Racing Team       | m. t.      |
| 3  | Andriy Grivko (UKR)      | Astana Qazaqstan Team | + 4"       |
| 4  | Vincenzo Nibali (ITA)    | Astana Qazaqstan Team | + 4"       |
| 5  | Lieuwe Westra (NED)      | Astana Qazaqstan Team | + 4"       |
| 6  | Rein Taaramäe (EST)      | Astana Qazaqstan Team | + 4"       |
| 7  | Michele Scarponi (ITA)   | Astana Qazaqstan Team | + 4"       |
| 8  | Gorka Izagirre (ESP)     | Movistar Team         | + 5"       |
| 9  | Alejandro Valverde (ESP) | Movistar Team         | + 5"       |
| 10 | John Gadret (FRA)        | Movistar Team         | + 5"       |

### 4a etapa
10 de juny de 2015. Anneyron/Porte de DrômArdêche - Sisteron. 228 km
Etapa més llarga de la present edició i també la més senzilla, amb sols tres petites cotes en el seu recorregut: el coll de Lescou (3,9 km al 4,7%) i el coll de Pré-Guittard, de quarta, als quilòmetres 123 i 127; i la cota de la Marquise (1,3 km al 6,7%), de quarta, a tan sols 8 quilòmetres de l'arribada.
Darrera etapa de transició de la present edició, que torna a guanyar clarament a l'esprint Nacer Bouhanni (Cofidis). Abans de l'esprint els protagonistes havien estat Martin Keizer i Tosh Van der Sande, que arribaren a tenir vuit minuts d'avantatge i que foren neutralitzats a manca de vuit quilòmetres per l'arribada.
|    | Ciclista                   | Equip              | Temps      |
| -- | -------------------------- | ------------------ | ---------- |
| 1  | Nacer Bouhanni (FRA)       | Cofidis            | 5h 30' 53" |
| 2  | Jonas Van Genechten (BEL)  | IAM Cycling        | m. t.      |
| 3  | Luka Mezgec (SLO)          | Team Giant-Alpecin | m. t.      |
| 4  | Edvald Boasson Hagen (NOR) | MTN Qhubeka        | m. t.      |
| 5  | Aleksei Tsatévitx (RUS)    | Team Katusha       | m. t.      |
| 6  | Julian Alaphilippe (FRA)   | Etixx-Quick Step   | m. t.      |
| 7  | Samuel Dumoulin (FRA)      | AG2R La Mondiale   | m. t.      |
| 8  | Tiesj Benoot (BEL)         | Lotto Soudal       | m. t.      |
| 9  | Kévin Réza (FRA)           | FDJ                | m. t.      |
| 10 | Nathan Haas (AUS)          | Cannondale-Garmin  | m. t.      |

|    | Ciclista                 | Equip                 | Temps       |
| -- | ------------------------ | --------------------- | ----------- |
| 1  | Rohan Dennis (AUS)       | BMC Racing Team       | 13h 31' 30" |
| 2  | Tejay van Garderen (USA) | BMC Racing Team       | m. t.       |
| 3  | Andriy Grivko (UKR)      | Astana Qazaqstan Team | + 4"        |
| 4  | Vincenzo Nibali (ITA)    | Astana Qazaqstan Team | + 4"        |
| 5  | Lieuwe Westra (NED)      | Astana Qazaqstan Team | + 4"        |
| 6  | Rein Taaramäe (EST)      | Astana Qazaqstan Team | + 4"        |
| 7  | Michele Scarponi (ITA)   | Astana Qazaqstan Team | + 4"        |
| 8  | Gorka Izagirre (ESP)     | Movistar Team         | + 5"        |
| 9  | Alejandro Valverde (ESP) | Movistar Team         | + 5"        |
| 10 | John Gadret (FRA)        | Movistar Team         | + 5"        |

### 5a etapa
11 de juny de 2015. Dinha - Pra-Loup, 161 km
Primer dels quatre finals en alt consecutius d'aquesta edició del Critèrium. L'etapa compta amb cinc ports puntuables en el seu recorregut. Els dos primers ports, de tercera, són el coll de Lèques (6 km al 5,3%) i el de Toutes Aures (6,1 km al 3,1%), situats als quilòmetres 40 i 67 d'etapa. Posteriorment es passarà pel coll de la Colle-Saint-Michel (11 km al 5,2%), de segona i que es corona al quilòmetre 96. El quart dels ports a superar és el coll d'Alòs, de primera, amb 14 km al 5,5%, el descens del qual enllaça amb l'ascensió final a l'estació d'esquí de Pra-Loup, de segona i 6,2 al 6,5%.
Primera de les darreres quatre etapes amb final en alt, en què una escapada formada per set ciclistes al quilòmetre 4 d'etapa va comandar la cursa fins a l'ascensió al coll d'Alòs, moment en què aquesta va ser neutralitzada. A manca d'un quilòmetre pel cim d'aquest llarg coll va saltar del gran grup Romain Bardet (AG2R La Mondiale), però va ser en el descens quan va obrir un forat molt important que li va permetre afrontar les rampes finals fins a l'estació d'esquí de Pra-Loup amb certa comoditat per aconseguir, d'aquesta manera, la seva principal victòria com a professional. Per darrere el Team Sky va marcar un fort ritme que va fer despenjar a Alejandro Valverde (Movistar Team) i Vincenzo Nibali (Astana Qazaqstan Team). Per contra Christopher Froome (Team Sky) va atacar a manca de 1500 metres, però va ser seguit per Tejay van Garderen (BMC Racing Team) i Beñat Intxausti (Movistar Team) i en els darrers metres va ser superat per van Garderen.
|    | Ciclista                 | Equip                 | Temps      |
| -- | ------------------------ | --------------------- | ---------- |
| 1  | Romain Bardet (FRA)      | AG2R La Mondiale      | 4h 31' 22" |
| 2  | Tejay van Garderen (USA) | BMC Racing Team       | + 36"      |
| 3  | Christopher Froome (GBR) | Team Sky              | + 40"      |
| 4  | Beñat Intxausti (ESP)    | Movistar Team         | + 42"      |
| 5  | Simon Yates (GBR)        | Orica-GreenEDGE       | + 50"      |
| 6  | Louis Meintjes (RSA)     | MTN Qhubeka           | + 50"      |
| 7  | Andrew Talansky (USA)    | Cannondale-Garmin     | + 55"      |
| 8  | Michele Scarponi (ITA)   | Astana Qazaqstan Team | + 57"      |
| 9  | Pierre Rolland (FRA)     | Team Europcar         | + 57"      |
| 10 | Mathias Frank (SUI)      | IAM Cycling           | + 57"      |

|    | Ciclista                 | Equip                 | Temps       |
| -- | ------------------------ | --------------------- | ----------- |
| 1  | Tejay van Garderen (USA) | BMC Racing Team       | 13h 31' 30" |
| 2  | Beñat Intxausti (ESP)    | Movistar Team         | + 17"       |
| 3  | Romain Bardet (FRA)      | AG2R La Mondiale      | + 20"       |
| 4  | Michele Scarponi (ITA)   | Astana Qazaqstan Team | + 31"       |
| 5  | Christopher Froome (GBR) | Team Sky              | + 41"       |
| 6  | Simon Yates (GBR)        | Orica-GreenEDGE       | + 43"       |
| 7  | Andrew Talansky (USA)    | Cannondale-Garmin     | + 1' 08"    |
| 8  | Daniel Martin (IRL)      | Cannondale-Garmin     | + 1' 16"    |
| 9  | Mathias Frank (SUI)      | IAM Cycling           | + 1' 17"    |
| 10 | Nicolas Roche (IRL)      | Team Sky              | + 1' 25"    |

### 6a etapa
12 de juny de 2015. Sant Bonet - Villard-de-Lans/Vercors, 183 km
Nova etapa de muntanya, amb final en un mur de 2,2 quilòmetres al 6,2%, de tercera categoria. Prèviament els ciclistes hauran superat tres cotes més de tercera (km 20, 28,5 i 75), una de segona (km 67,5) i el coll de Rousset (km 132), de primera, amb 13,8 quilòmetres de llargada al 5,4%.
Etapa disputada sota la pluja, amb continus atacs, en què els principals favorits no es van amagar. En l'ascensió al coll de la Croix Haute (km 67) Tony Martin (Etixx-Quick Step) va trencar el gran grup, i amb ell marxaren Vincenzo Nibali (Astana Qazaqstan Team) i Alejandro Valverde (Movistar Team), però no pas Chris Froome (Team Sky) ni Tejay van Garderen (BMC Racing Team). En el descens Nibali deixà enrere als seus companys i passà amb 45" sobre els immediats perseguidors pel cim del coll de Grimon (km 75). Estant massa lluny de l'arribada es deixà agafar per Valverde, Martin, Rui Costa (Lampre-Merida) i Tony Gallopin (Lotto Soudal). En coronar el coll de Rousset (km 132) els escapats mantenien 3' 30" sobre el grup del líder. De camí cap a l'ascensió final Martin perdé contacte en el grup capdavanter, mentre a manca de 4 km Gallopin intentava l'atac en solitari. Nibali va respondre i contraatacà, sense que Valverde pogués fer res per seguir-lo, però sí Costa, que superà a Nibali a 50 metres de l'arribada per guanyar l'etapa. Nibali passà a ser el nou líder El fins aleshores líder, Tejay van Garderen, arribà a 2' 12".
|    | Ciclista                 | Equip                 | Temps      |
| -- | ------------------------ | --------------------- | ---------- |
| 1  | Rui Costa (POR)          | Lampre-Merida         | 4h 29' 23" |
| 2  | Vincenzo Nibali (ITA)    | Astana Qazaqstan Team | + 5"       |
| 3  | Alejandro Valverde (ESP) | Movistar Team         | + 38"      |
| 4  | Tony Gallopin (FRA)      | Lotto Soudal          | + 39"      |
| 5  | Simon Yates (GBR)        | Orica-GreenEDGE       | + 1' 24"   |
| 6  | Daniel Martin (IRL)      | Cannondale-Garmin     | + 1' 46"   |
| 7  | John Gadret (FRA)        | Movistar Team         | + 1' 48"   |
| 8  | Tiesj Benoot (BEL)       | Lotto Soudal          | + 1' 59"   |
| 9  | Chris Froome (GBR)       | Team Sky              | + 2' 12"   |
| 10 | Beñat Intxausti (ESP)    | Movistar Team         | + 2' 12"   |

|    | Ciclista                 | Equip                 | Temps       |
| -- | ------------------------ | --------------------- | ----------- |
| 1  | Vincenzo Nibali (ITA)    | Astana Qazaqstan Team | 22h 34' 17" |
| 2  | Rui Costa (POR)          | Lampre-Merida         | + 29"       |
| 3  | Alejandro Valverde (ESP) | Movistar Team         | + 30"       |
| 4  | Simon Yates (GBR)        | Orica-GreenEDGE       | + 35"       |
| 5  | Tejay van Garderen (USA) | BMC Racing Team       | + 42"       |
| 6  | Beñat Intxausti (ESP)    | Movistar Team         | + 57"       |
| 7  | Chris Froome (GBR)       | Team Sky              | + 1' 21"    |
| 8  | Tony Gallopin (FRA)      | Lotto Soudal          | + 1' 29"    |
| 9  | Romain Bardet (FRA)      | AG2R La Mondiale      | + 1' 30"    |
| 10 | Daniel Martin (IRL)      | Cannondale-Garmin     | + 1' 30"    |

### 7a etapa
13 de juny de 2015. Montmélian - Saint-Gervais/Mont Blanc, 155 km
Etapa reina de la present edició, en què sols els primers 27 quilòmetres d'etapa són plans. A partir d'aquell punt hi ha un continu pujar i baixar ports: coll de Tamié (km, 37,5, amb 8,5 km al 6,4%), coll de Forclaz (km 60, amb 8,1 km al 7,8%), el coll de la Croix Fry (km 94,5, amb 11,3 km al 7%), tots tres de primera. Aquest darrer port enllaça amb el coll d'Aravis, que es puja pel costat curt i per aquest motiu és sols de tercera (km 103, amb 4,3 km al 5,8%). El descens d'aquest port i uns falsos plans conduiran els ciclistes als darrers dos ports de primera categoria, que es troben encadenats: la cota dels Amerands (km 145, amb 2,7 km a l'11,2%) i l'ascensió final a l'estació d'esquí de Saint-Gervais/Mont Blanc, després 7 km al 7,7%.
Des dels primers quilòmetres es formen diverses escapades que s'uniran en l'ascensió al coll de la Croix Fry (km 94,5) per formar un grup de 26 unitats. En aquests moments els escapats sols disposen de poc més de 2 minuts davant el fort ritme imposat pel Team Sky en el grup dels favorits. A 35 km de meta Daniel Navarro s'escapà del grup capdavanter junt a Riccardo Zoidl i a manca de 13 km disposaven de 2' 50 sobre el gran grup, però a partir d'aleshores la diferència baixarà a marxes forçades fins a ser neutralitzats. En la dura ascensió a Amerands el líder Nibali perd contacte amb els favorits i en l'ascensió final són Rui Costa i Valverde els que també perden contacte. A manca de 3,5 quilòmetres quedaren al capdavant Chris Froome i Tejay van Garderen, que es disputaren la victòria. Froome va ser el més fort i guanyà amb 17" d'avantatge, un temps insuficient per evitar que Van Garderen recuperés el liderat, ja que Nibali va perdre gairebé quatre minuts.
|    | Ciclista                 | Equip             | Temps      |
| -- | ------------------------ | ----------------- | ---------- |
| 1  | Chris Froome (GBR)       | Team Sky          | 4h 24' 17" |
| 2  | Tejay van Garderen (USA) | BMC Racing Team   | + 17"      |
| 3  | Louis Meintjes (RSA)     | MTN Qhubeka       | + 41"      |
| 4  | Beñat Intxausti (ESP)    | Movistar Team     | + 41"      |
| 5  | Joaquim Rodríguez (CAT)  | Team Katusha      | + 54"      |
| 6  | Romain Bardet (FRA)      | AG2R La Mondiale  | + 1' 08"   |
| 7  | Alexis Vuillermoz (FRA)  | AG2R La Mondiale  | + 1' 15"   |
| 8  | Andrew Talansky (USA)    | Cannondale-Garmin | + 1' 25"   |
| 9  | Rui Costa (POR)          | Lampre-Merida     | + 1' 34"   |
| 10 | Daniel Navarro (ESP)     | Movistar Team     | + 1' 45"   |

|    | Ciclista                 | Equip             | Temps       |
| -- | ------------------------ | ----------------- | ----------- |
| 1  | Tejay van Garderen (USA) | BMC Racing Team   | 26h 59' 27" |
| 2  | Chris Froome (GBR)       | Team Sky          | + 18"       |
| 3  | Beñat Intxausti (ESP)    | Movistar Team     | + 45"       |
| 4  | Rui Costa (POR)          | Lampre-Merida     | + 1' 10"    |
| 5  | Simon Yates (GBR)        | Orica-GreenEDGE   | + 1' 29"    |
| 6  | Alejandro Valverde (ESP) | Movistar Team     | + 1' 40"    |
| 7  | Romain Bardet (FRA)      | AG2R La Mondiale  | + 1' 45"    |
| 8  | Daniel Martin (IRL)      | Cannondale-Garmin | + 2' 29"    |
| 9  | Andrew Talansky (USA)    | Cannondale-Garmin | + 2' 39"    |
| 10 | Joaquim Rodríguez (CAT)  | Team Katusha      | + 2' 46"    |

### 8a etapa
14 de juny de 2015. Saint-Gervais/Mont Blanc - Modane/Valfréjus, 156,5 km
Darrera etapa i darrer final en alt per acabar de decidir les classificacions. Durant el recorregut els ciclistes hauran de superar una cota de quarta categoria (km 65,5), dues de tercera (km 76 i 142), dues de segona, la cota d'Héry-sur-Ugine (km 25,5, amb 2,7 km al 6,1%) i els Lacets de Montvernier (km 108, amb 3,4 km al 8,2%). L'ascensió final a l'estació d'esquí de Valfréjus té 8,4 km al 5,7%.
L'etapa va estar marcada per una escapada en què Steve Cummings (MTN Qhubeka) va ser el darrer en ser neutralitzat en les primeres rampes de la darrera ascensió. Poc abans havia saltat del gran grup Alejandro Valverde, però el fort ritme imposat per l'Astana Qazaqstan Team va fer inviable la seva aventura. Aleshores fou el Team Sky l'equip que passà a liderar el grup dels favorits i a manca de 2,5 quilòmetres Chris Froome va llançar un dur atac que no va poder ser seguit per Tejay van Garderen. A poc a poc la diferència es va anar engrandint i finalment Froome guanyà l'etapa i la general d'aquesta edició del Dauphiné en recuperar el temps que tenia perdut respecte a Van Garderen.
|    | Ciclista                 | Equip             | Temps      |
| -- | ------------------------ | ----------------- | ---------- |
| 1  | Chris Froome (GBR)       | Team Sky          | 3h 59' 27" |
| 2  | Simon Yates (GBR)        | Orica-GreenEDGE   | + 18"      |
| 3  | Rui Costa (POR)          | Lampre-Merida     | + 18"      |
| 4  | Tejay van Garderen (USA) | BMC Racing Team   | + 18"      |
| 5  | Joaquim Rodríguez (CAT)  | Team Katusha      | + 28"      |
| 6  | Romain Bardet (FRA)      | AG2R La Mondiale  | + 28"      |
| 7  | Daniel Martin (IRL)      | Cannondale-Garmin | + 31"      |
| 8  | Wout Poels (NED)         | Team Sky          | + 44"      |
| 9  | Pierre Rolland (FRA)     | Team Europcar     | + 44"      |
| 10 | Beñat Intxausti (ESP)    | Movistar Team     | + 44"      |

|    | Ciclista                 | Equip             | Temps       |
| -- | ------------------------ | ----------------- | ----------- |
| 1  | Chris Froome (GBR)       | Team Sky          | 30h 59' 02" |
| 2  | Tejay van Garderen (USA) | BMC Racing Team   | + 10"       |
| 3  | Rui Costa (POR)          | Lampre-Merida     | + 1' 16"    |
| 4  | Beñat Intxausti (ESP)    | Movistar Team     | + 1' 21"    |
| 5  | Simon Yates (GBR)        | Orica-GreenEDGE   | + 1' 33"    |
| 6  | Romain Bardet (FRA)      | AG2R La Mondiale  | + 2' 05"    |
| 7  | Daniel Martin (IRL)      | Cannondale-Garmin | + 2' 52"    |
| 8  | Joaquim Rodríguez (CAT)  | Team Katusha      | + 3' 06"    |
| 9  | Alejandro Valverde (ESP) | Movistar Team     | + 3' 12"    |
| 10 | Andrew Talansky (USA)    | Cannondale-Garmin | + 4' 17"    |

## Classificacions finals

### Classificació general
|    | Ciclista                 | Equip             | Temps       |
| -- | ------------------------ | ----------------- | ----------- |
| 1  | Chris Froome (GBR)       | Team Sky          | 30h 59' 02" |
| 2  | Tejay van Garderen (USA) | BMC Racing Team   | + 10"       |
| 3  | Rui Costa (POR)          | Lampre-Merida     | + 1' 16"    |
| 4  | Beñat Intxausti (ESP)    | Movistar Team     | + 1' 21"    |
| 5  | Simon Yates (GBR)        | Orica-GreenEDGE   | + 1' 33"    |
| 6  | Romain Bardet (FRA)      | AG2R La Mondiale  | + 2' 05"    |
| 7  | Daniel Martin (IRL)      | Cannondale-Garmin | + 2' 52"    |
| 8  | Joaquim Rodríguez (CAT)  | Team Katusha      | + 3' 06"    |
| 9  | Alejandro Valverde (ESP) | Movistar Team     | + 3' 12"    |
| 10 | Andrew Talansky (USA)    | Cannondale-Garmin | + 4' 17"    |

### Classificacions secundàries
|   | Ciclista                   | Equip       | Punts |
| - | -------------------------- | ----------- | ----- |
| 1 | Daniel Teklehaimanot (ERI) | MTN Qhubeka | 65    |
| 2 | Christopher Froome (GBR)   | Team Sky    | 26    |
| 3 | Louis Meintjes (RSA)       | MTN Qhubeka | 25    |

|   | Ciclista                   | Equip       | Punts |
| - | -------------------------- | ----------- | ----- |
| 1 | Nacer Bouhanni (FRA)       | Cofidis     | 64    |
| 2 | Edvald Boasson Hagen (NOR) | MTN Qhubeka | 56    |
| 3 | Christopher Froome (GBR)   | Team Sky    | 42    |

|   | Ciclista            | Equip            | Temps       |
| - | ------------------- | ---------------- | ----------- |
| 1 | Simon Yates (GBR)   | Orica-GreenEDGE  | 31h 00' 35" |
| 2 | Romain Bardet (FRA) | AG2R La Mondiale | + 32"       |
| 3 | Adam Yates (GBR)    | Orica-GreenEDGE  | + 23' 57"   |

| # | Equip             | Temps       |
| - | ----------------- | ----------- |
| 1 | Movistar Team     | 92h 07' 53" |
| 2 | Lampre-Merida     | + 13' 45"   |
| 3 | Team Tinkoff-Saxo | + 22' 50"   |

### UCI World Tour
El Critèrium del Dauphiné atorga punts per l'UCI World Tour 2015 sols als ciclistes dels equips de categoria ProTeam.
| Posició               | 1r  | 2n | 3r | 4t | 5è | 6è | 7è | 8è | 9è | 10è |
| Classificació general | 100 | 80 | 70 | 60 | 50 | 40 | 30 | 20 | 10 | 4   |
| Per etapa             | 6   | 4  | 2  | 1  | 1  |    |    |    |    |     |

| #  | Ciclista                 | Equip             | Punts |
| -- | ------------------------ | ----------------- | ----- |
| 1  | Christopher Froome (GBR) | Team Sky          | 114   |
| 2  | Tejay van Garderen (USA) | BMC Racing Team   | 89    |
| 3  | Rui Costa (POR)          | Lampre-Merida     | 78    |
| 4  | Beñat Intxausti (ESP)    | Movistar Team     | 62    |
| 5  | Simon Yates (AUS)        | Orica-GreenEDGE   | 56    |
| 6  | Romain Bardet (FRA)      | AG2R La Mondiale  | 46    |
| 7  | Daniel Martin (IRL)      | Cannondale-Garmin | 30    |
| 8  | Joaquim Rodríguez (ESP)  | Team Katusha      | 22    |
| 9  | Alejandro Valverde (ESP) | Movistar Team     | 12    |
| 10 | Sacha Modolo (ITA)       | Lampre-Merida     | 6     |

## Evolució de les classificacions
| Etapa | Vencedor        | Classificació general | Classificació de la muntanya | Classificació per punts | Classificació dels joves | Classificació per equips |
| ----- | --------------- | --------------------- | ---------------------------- | ----------------------- | ------------------------ | ------------------------ |
| 1     | Peter Kennaugh  | Peter Kennaugh        | Daniel Teklehaimanot         | Peter Kennaugh          | Tiesj Benoot             | Team Sky                 |
| 2     | Nacer Bouhanni  | Peter Kennaugh        | Daniel Teklehaimanot         | Sacha Modolo            | Nacer Bouhanni           | Team Sky                 |
| 3     | BMC Racing Team | Rohan Dennis          | Daniel Teklehaimanot         | Nacer Bouhanni          | Rohan Dennis             | BMC Racing Team          |
| 4     | Nacer Bouhanni  | Rohan Dennis          | Daniel Teklehaimanot         | Nacer Bouhanni          | Rohan Dennis             | BMC Racing Team          |
| 5     | Romain Bardet   | Tejay Van Garderen    | Daniel Teklehaimanot         | Nacer Bouhanni          | Romain Bardet            | Team Sky                 |
| 6     | Rui Costa       | Vincenzo Nibali       | Daniel Teklehaimanot         | Nacer Bouhanni          | Simon Yates              | Movistar Team            |
| 7     | Chris Froome    | Tejay Van Garderen    | Daniel Teklehaimanot         | Nacer Bouhanni          | Simon Yates              | Movistar Team            |
| 8     | Chris Froome    | Chris Froome          | Daniel Teklehaimanot         | Nacer Bouhanni          | Simon Yates              | Movistar Team            |
| Final | Final           | Chris Froome          | Daniel Teklehaimanot         | Nacer Bouhanni          | Simon Yates              | Movistar Team            |